# Salomon Carlebach

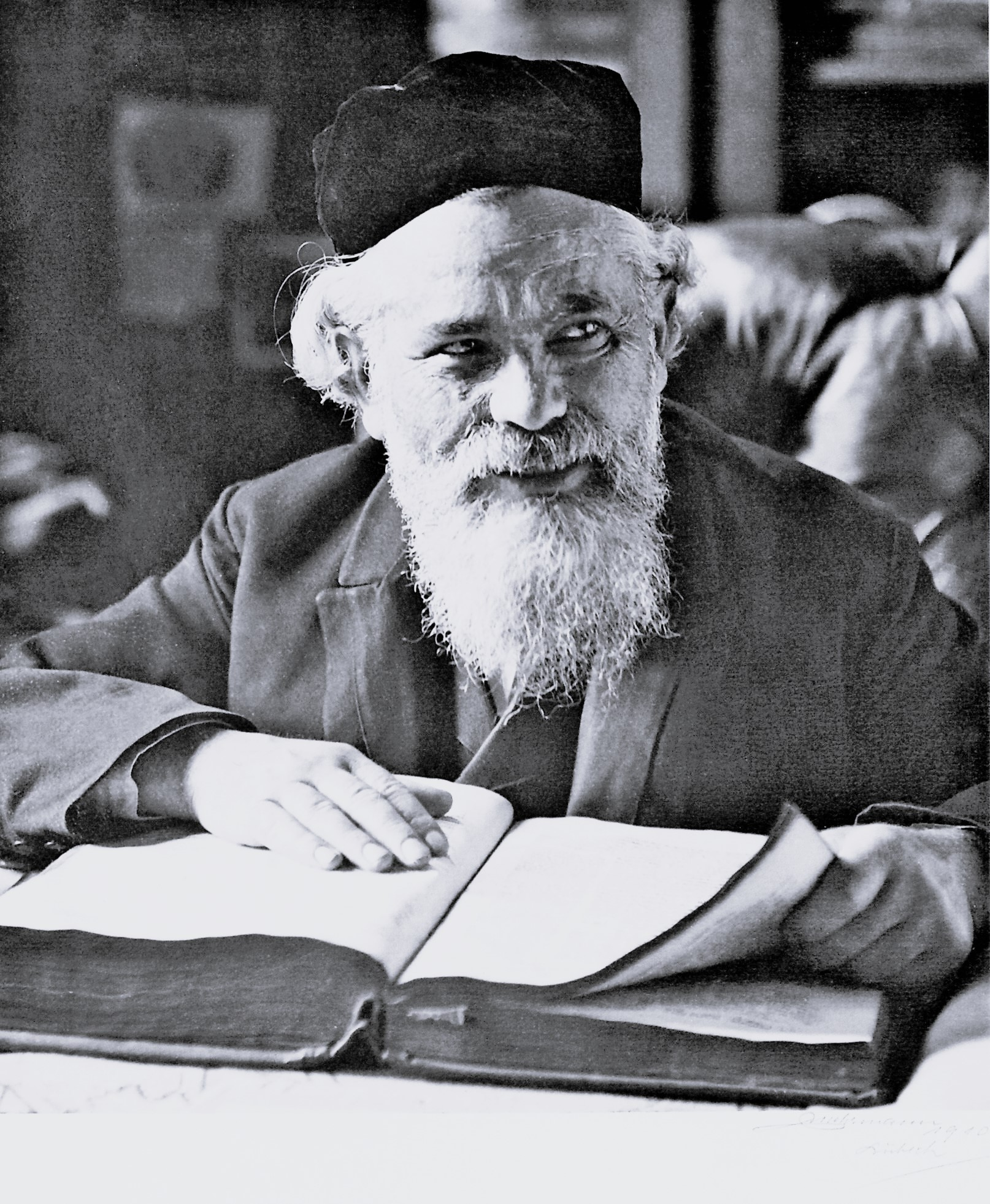
Salomon Carlebach (1910)

Salomon Carlebach (* 28. Dezember 1845 in Heidelsheim; † 12. März 1919 in Lübeck) war ein orthodoxer deutscher Rabbiner, Lehrer, Autor und konservativer Politiker.

## Leben

### Herkunft
Salomon Carlebach war der Sohn von Joseph Zwi Carlebach (1802–1881) und seiner Frau Cilly geborene Stern (1811–1883). Er hatte acht Geschwister. Sein älterer Bruder Nathan Carlebach (1844–1912), verheiratet mit Lina Schwab (1857–1922), begründete die in Frankfurt am Main ansässige Linie der Carlebachs, die zumeist kaufmännisch tätig war. Dessen Enkel war der Journalist Emil Carlebach.
Salomon Carlebachs Vater Joseph Zwi Carlebach arbeitete als Viehhändler in Heidelsheim.

### Laufbahn
Salomon, das sechste der neun Kinder, besuchte das Großherzogliche Gymnasium in Bruchsal; die beiden Schuljahre vor dem Abitur, das er 1865 ablegte, verbrachte er am Lyzeum in Karlsruhe. 1866 nahm er sein Studium an der Universität Würzburg auf, wechselte 1867 nach Berlin und wurde 1868 an der Eberhard-Karls-Universität in Tübingen zum Doktor der Philosophie promoviert. Seine Dissertation verfasste er über die Entwicklung des deutschen Dramas bis Lessing, mit besonderer Berücksichtigung der deutschen Fastnachtsspiele und deren hebräischer Bestandteile. Anschließend kehrte er nach Berlin zurück, wo er seine Rabbinatsausbildung absolvierte. 1869 erhielt er das Rabbinatsdiplom. Er gehörte zu den ersten akademisch gebildeten und orthodoxen Rabbinern Deutschlands.
In der Adass Jisroel in Berlin war er mit einem Angehörigen der Israelitischen Gemeinde zu Lübeck in Kontakt gekommen. Auf dessen Anregung bewarb er sich auf die seit dem Tod des Rabbiners Alexander Sussmann Adler (1816–1869) freie Stelle als Rabbiner. Der 24-Jährige wurde am 10. Juni 1870 gewählt und trat sein Amt in Lübeck am 4. Juli 1870 an. Bei seiner Amtseinführung forderte er „Treue zur Väterreligion“ ebenso wie das „unbedingte Bekenntnis zum geliebten deutschen Vaterland“.
Salomon Carlebach war neben seinem Rabbineramt als Lehrer und Autor tätig. Er veröffentlichte theologische Schriften, eine Geschichte der Juden in Lübeck und Moislingen sowie Ratgeberliteratur, wie die Schrift Ratgeber für das jüdische Haus. Ein Führer für Verlobung, Hochzeit und Eheleben, die er Esther Carlebach, der „treuen Gefährtin meines Lebens“, widmete.
Die am 20. September 1876 niedergesezte aus Theodor Schorer, Heinrich Alphons Plessing, Jac. Ant. Friedr. Grube, Georg Wilhelm Stange und August Sartori bestehende Kommission zur Begutachtung des Senatsantrages, 30.000 ℳ, an die israelitische Gemeinde als Beihilfe zum Bau einer Synagoge und Schule zu bewilligen, hat unter dem 18. Oktober einen gedruckten Bericht erstattet und in demselben dem Bürgerausschuss empfohlen, den Senatsantrag abzulehnen.
1. die Kommission erachtete es nicht als angemessen, für besondere konfessionelle Schulen einen Staatsbeitrag zu befürworten. Die Notwendigkeit wurde für die israelitische Gemeinde nicht anerkannt.
2. die Kommission hatte sich durch Augenschein davon überzeugt, dass das von der Gemeinde benutzte Lokal in der Wahmstraße für die Bedürfnisse derselben, wenn einige bauliche Veränderungen vorgenommen würden, vollkommen genüge.

Der Raum für dieselben sei hinreichend vorhanden, und die Mittel würden nicht fehlen, wenn die Gemeinde ihr Grundstück in der St.-Annen-Straße veräußerte. Dieses wäre entbehrlich, sobald die Synagoge in der Wahmstraße verbliebe.
Bei der Ergänzungswahl zur Bürgerschaft im Lokal der Armenanstalt am 27. Juni 1877 für den IV. Wahlbezirk (Johannis Quartier) beteiligten sich von 1495 wahlberechtigten Bürgern 403 Wähler. Carlebach erhielt mit 267 Stimmen die sechsmeisten und ging so als einer der sechs Vertreter in die Bürgerschaft. Abgeordneter blieb er bis 1895. Außerdem gehörte er dem Vorstand der Freien Vereinigung für die Interessen des orthodoxen Judentums in Frankfurt an. Seine betont „vaterländisch“ und „deutsch“ eingestellte Haltung vertrat er in Reden und Schriften, etwa in der Rede Das Heerwesen und die jüdische Erziehung. Der Ausgang des Ersten Weltkriegs bekümmerte ihn tief.

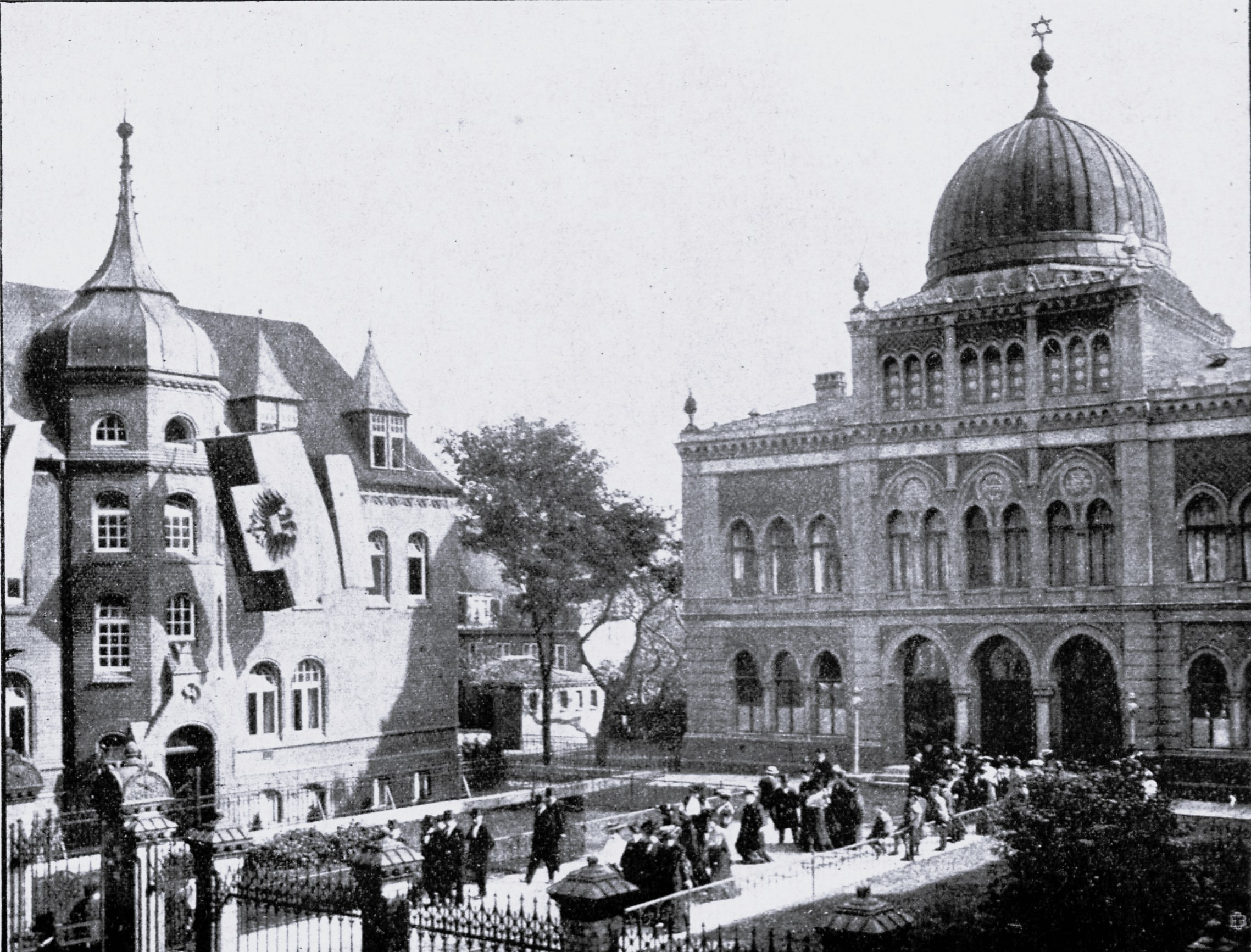
Einweihungsfeier des Israelitischen Heims zu Lübeck am 27. September 1904

In die Amtszeit Carlebachs fiel 1880 die Fertigstellung der Lübecker Synagoge in der St.-Annen-Straße. Das Gebäude im maurischen Stil mit einer Kuppel überstand die Zeit des Nationalsozialismus und den Luftangriff vom 28./29. März 1942, auch wenn es ab 1939 als so genannter „Ritterhof“ zweckentfremdet und umgebaut wurde und erst im Juni 1945 wieder für jüdische Gottesdienste genutzt werden konnte. Die große Carlebach-Familie bezog das Obergeschoss der Synagoge und lebte dort „in the top of the shop“, wie es Salomon Carlebachs Enkel Felix F. Carlebach bezeichnete. Neben der Synagoge wurde das Israelitische Heim gebaut, das im September 1904 fertiggestellt wurde.
Kontakte zwischen der Landeskirche und der jüdischen Gemeinde waren selten. Die Beisetzung des an den Folgen eines Schlaganfalls gestorbenen Rabbiners Carlebach auf dem bis heute bestehenden Jüdischen Friedhof in Moisling (wo bereits seine vor ihm gestorbenen Söhne Alexander und David bestattet worden waren) im März 1919 war eine solche Begebenheit. Hauptpastor Christian Reimpell und Senior Johannes Evers waren als deren Vertreter erschienen. Auch Carlebachs im Jahr darauf verstorbene Frau Esther fand hier ihre letzte Ruhestätte.

### Familie
1871 verlobte er sich mit Esther Adler, die am 12. Juni 1853 in Moisling geboren worden war. Sie war die Tochter seines Vorgängers Alexander Sussmann Adler und dessen Frau Hanna Fischl Joel (1820–1889). Esther Adlers Großvater Ephraim Fischl Joel (1795–1851) war Rabbiner in Moisling gewesen. Das Paar heiratete am 10. Januar 1872. Salomon und Esther Carlebach hatten zwölf Kinder und nahmen weitere Kinder, zum Teil für Jahre, als Pensions-Knaben in ihren Haushalt auf. Die Enkelin von Salomon und Esther Carlebach, Miriam Gillis-Carlebach, beschrieb das religiöse und kulturelle Umfeld, in dem ihr Vater Joseph Carlebach und seine Geschwister aufwuchsen: „Wohltätigkeit und Wärme, jüdische und deutsche Kultur, sowie strenge Würde und Feierlichkeit bei genauer Erfüllung der Religionsgesetze – alles das zusammen prägte die Atmosphäre dieses lebhaften Elternhauses […] an dem großen Familientisch gehörten Belehrungen über die jüdischen Gebote, gewürzt mit verehrter deutscher Literatur, zum täglichen Tischgespräch. […] Nichtsdestoweniger war Vater Salomon seinen Söhnen gegenüber preussisch-pünktlich und streng, jedoch mit einem Anflug von Mitgefühl, wenn er Strafen für unerläßlich fand.“
Esther, die die Ernestinenschule in Lübeck besucht hatte, beschränkte sich nicht auf Aufgaben in Haushalt und Familie. Sie veröffentlichte Aufsätze und Gedichtbände wie Der Tochter Zions Liebe und Leben (1895), der zwei Auflagen erfuhr, sowie den Ratgeber Wegweiser für das jüdische Haus, übernahm Aufgaben im jüdischen Frauenverein in Lübeck, erteilte von 1869 bis 1872 Unterricht an der jüdischen Elementarschule in Lübeck und organisierte Theateraufführungen. Ab 1916 war sie gesundheitlich durch ein Herzleiden beeinträchtigt. Nach ihrem Tod am 14. Februar 1920 in Lübeck wurde sie mit einem Nachruf in der Zeitung Der Israelit gewürdigt. Dass sie als Frau kein Talmudstudium aufnehmen konnte, „grämte sie bis an den Rest ihres Lebens“, berichtete ihre Tochter Bella Carlebach.

### Kinder und Enkel
Salomon Carlebach ist der Stammvater einer der angesehensten Rabbinerfamilien in Deutschland. Fünf seiner Söhne wurden Rabbiner; drei der Töchter heirateten promovierte Rabbiner. Von ihm abstammende Rabbiner waren oder sind in Deutschland, Großbritannien, den USA und Israel vertreten.
Die zwölf Kinder von Salomon und Esther Carlebach waren Alexander Carlebach (1872–1925), der Bankier in Lübeck war, Emanuel Carlebach (1874–1927), Rabbiner in Memel und Köln sowie Feldrabbiner im Ersten Weltkrieg, Simson Carlebach (* 1875; † 1942 im Lager Jungfernhof), Bankier, Bella Carlebach (1876–1960), die den Rabbiner Leopold Rosenak (Bremen, Feldrabbiner im Ersten Weltkrieg) heiratete, Ephraim Carlebach (1879–1936), Rabbiner und Gründer der Höheren Israelitischen Schule in Leipzig, Sara Carlebach (1880–1928), verheiratet mit Moritz Stern, Moses Carlebach (1881–1939), Fabrikant in Leipzig, Joseph Zwi Carlebach (1883–1942), Rabbiner in Lübeck, Altona und Hamburg, Cilly Carlebach (1884–1968), verheiratet mit dem Rabbiner Leopold Neuhaus, David Carlebach (1885–1913), Rabbiner und Religionspädagoge, Mirjam Carlebach (1886–1962), verheiratet mit dem Bankier Wilhelm Cohn, und Hartwig Naphtali Carlebach (1889–1967), Rabbiner in Berlin, Baden bei Wien und New York.
Bedeutende Enkel Carlebachs sind der Rabbiner und Lübecker Ehrenbürger Felix F. Carlebach (1911–2008), der singende Rabbi Shlomo Carlebach (1925–1994) und sein Zwillingsbruder, der Rabbiner Eli Chaim Carlebach (1925–1990), die Erziehungswissenschaftlerin Miriam Gillis-Carlebach (1922–2020), der langjährige Rektor der Hochschule für Jüdische Studien in Heidelberg Julius Carlebach (1922–2001), der New Yorker Rabbiner Salomon Peter Carlebach (1925–2022), der New Yorker Kunsthändler Julius Carlebach sowie der Gründer und Chefredakteur der israelischen Tageszeitung Maariw, Ezriel Carlebach (1909–1956).

## Ehrungen
Als im Jahr 2005 das 125-jährige Bestehen der Lübecker Synagoge gefeiert wurde, hielt Salomon Carlebachs Enkel, der New Yorker Rabbiner Salomon Peter Carlebach (1925–2022), die Festansprache. Im selben Jahr wurde der Carlebach-Park im Lübecker Hochschulstadtteil eingeweiht, der an die Rabbinerfamilie und ihren Begründer Salomon Carlebach erinnert. Aus diesem Anlass war Esther Carlebach (* 1920), eine Enkelin Carlebachs aus Israel angereist, um die Gedenktafel zu enthüllen. An Carlebachs Frau wird in Lübeck in einer Wanderausstellung über Frauen in der Lübecker Geschichte und einer dazu veröffentlichten Broschüre erinnert.
An seinen Sohn Simson Carlebach und dessen Frau erinnern Stolpersteine in der Lübecker Sophienstraße 10.
Barbara Kowalzik berichtet, dass Thomas Mann in seinem Roman Doktor Faustus Salomon Carlebach „ob seiner Gelehrsamkeit und seines religiösen Scharfsinns wie seines gesellschaftlichen Verkehrs über Glaubensgrenzen hinweg“ rühmte.

## Werke
- Die neue Synagoge in Lübeck. Ein Gedenkblatt zur Erinnerung an 2 festlich verlebte Tage. Seiner lieben Gemeinde gewidmet von Rabbiner Dr. Carlebach. Lübeck: Bock 1880.
- Geschichte der Juden in Lübeck und Moisling, dargest. in 9 in dem Jünglings-Verein (Chevras Haschkomoh) zu Lübeck gehaltenen Vorträgen. Lübeck 1898.[14]
- Sittenreinheit – Ein Mahnwort an Israels Söhne und Töchter, Väter und Mütter. Druck H. Itzkowski, Berlin 1917.
- Ratgeber für das jüdische Haus – Ein Führer für Verlobung, Hochzeit und Eheleben. Verlag Hausfreund, Berlin 1918.
- Beth Josef Zebi. Verlag Hausfreund, Berlin, vierteilig: 1910, 1912, 1915, 1927.